# Astrorhizina
Astrorhizina es un suborden de foraminíferos del orden Astrorhizida que agrupa taxones tradicionalmente incluidos en el suborden Textulariina o en el orden Textulariida. Su rango cronoestratigráfico abarca desde el Cámbrico hasta la Actualidad.

## Discusión
Algunas clasificaciones han incluido los géneros y familias de la clase Xenophyophorea en Astrorhizina, al rebajar a los xenofióforos a la categoría de superfamilia (superfamilia Xenophyophoroidea) y relacionarlos con este grupo de foraminíferos. Estas mismas clasificaciones han incluido también a los géneros y familias de los komokoideos (superfamilia Komokioidea) en Astrorhizina. No obstante, la posición taxonómica de estos grupos y sus relaciones filogenéticas son inciertas, y algunos estudios de filogenia molecular han puesto en duda incluso su pertenencia al grupo de los foraminíferos.

## Clasificación
Astrorhizina incluye a la siguiente superfamilia:
- Superfamilia Astrorhizoidea

Otras superfamilias incluidas en alguna ocasión en Astrorhizina, pero consideradas habitualmente como taxones de categoría superior e incluidas en otros grupos son:
- Superfamilia Komokioidea, considerado como perteneciente al orden Komokiida,[8] e incluido provisionalmente en la subclase Monothalamia y/o clase Monothalamea
- Superfamilia Xenophyophorea, considerado como un taxón de categoría superior (subclase Xenophyophoria y/o clase Xenophyophorea)[9]